# Рёпер, Томас
Томас Рёпер (нем. Thomas Röper; род. 26 ноября 1971, Бремен, Германия) — немецкий писатель, блогер и пропагандист, проживающий в Санкт-Петербурге. Известен как автор блога Anti-Spiegel, в котором публикует материалы, подвергающиеся критике за распространение дезинформации о вторжении России в Украину.

## Биография
Согласно сообщению российского СМИ 2003 года, Рёпер окончил в 1994 году христианский университет Киля по специальности «банковское и страховое дело». С 1994 года работал в страховой отрасли, с 1998 года преимущественно в России. С тех пор проживает в Санкт-Петербурге с перерывами. С 2018 года ведёт блог Anti-Spiegel, в котором публикует материалы, подвергающиеся критике за распространение дезинформации, теорий заговора и пророссийской пропаганды. Также участвует в различных программах на конспирологическом интернет-портале NuoViso/NuoFlix.
Рёпер регулярно появляется в российских государственных СМИ, включая телеканал «Звезда» Министерства обороны России. Он утверждает, что не имеет связей с российским правительством.
В 2025 году был включён в санкционный список Европейского союза за систематическое распространение дезинформации и военной пропаганды о российском вторжении в Украину, подрыв легитимности украинского правительства.

## Публикации
- Vladimir Putin. Seht Ihr, was Ihr angerichtet habt? J. K. Fischer Verlag, 2018, ISBN 978-3-941956-96-4.
- Ukraine Krise 2014. Das erste Opfer des Krieges ist die Wahrheit. Wie der neue kalte Krieg begann. J. K. Fischer, 2019, ISBN 978-3-941956-78-0.
- Putins Plan – „Mit Europa und den USA endet die Welt nicht.“ – Wie das westliche System sich gerade selbst zerstört und was Russland wirklich will. J. K. Fischer Verlag, 2022.
- Spieglein, Spieglein in der Hand, wer lügt am meisten im ganzen Land? J. K. Fischer, 2020, ISBN 978-3-96850-126-0.
- Abhängig beschäftigt. Wie Deutschlands führende Politiker im Interesse der wirklich Mächtigen handeln. 2-е изд. J. K. Fischer, 2021, ISBN 978-3-96850-002-7.
- Inside Corona. Die Pandemie, das Netzwerk & die Hintermänner. J. K. Fischer Verlag, 2020, ISBN 3-96850-008-3.
- Das Ukraine-Kartell. Das Doppelspiel um einen Krieg und die Millionen-Geschäfte der Familie des US-Präsidenten Biden. 2023.